# Tilloy-lès-Hermaville
Tilloy-lès-Hermaville ist eine französische Gemeinde mit 216 Einwohnern (Stand 1. Januar 2022) im Arrondissement Arras des Départements Pas-de-Calais. Sie liegt im Kanton Avesnes-le-Comte und ist Mitglied des Kommunalverbandes Campagnes de l’Artois.
| Berles-Monchel  | Savy-Berlette        | Aubigny-en-Artois |
|                 | Kompass              | Hermaville        |
| Izel-lès-Hameau | Lattre-Saint-Quentin |                   |

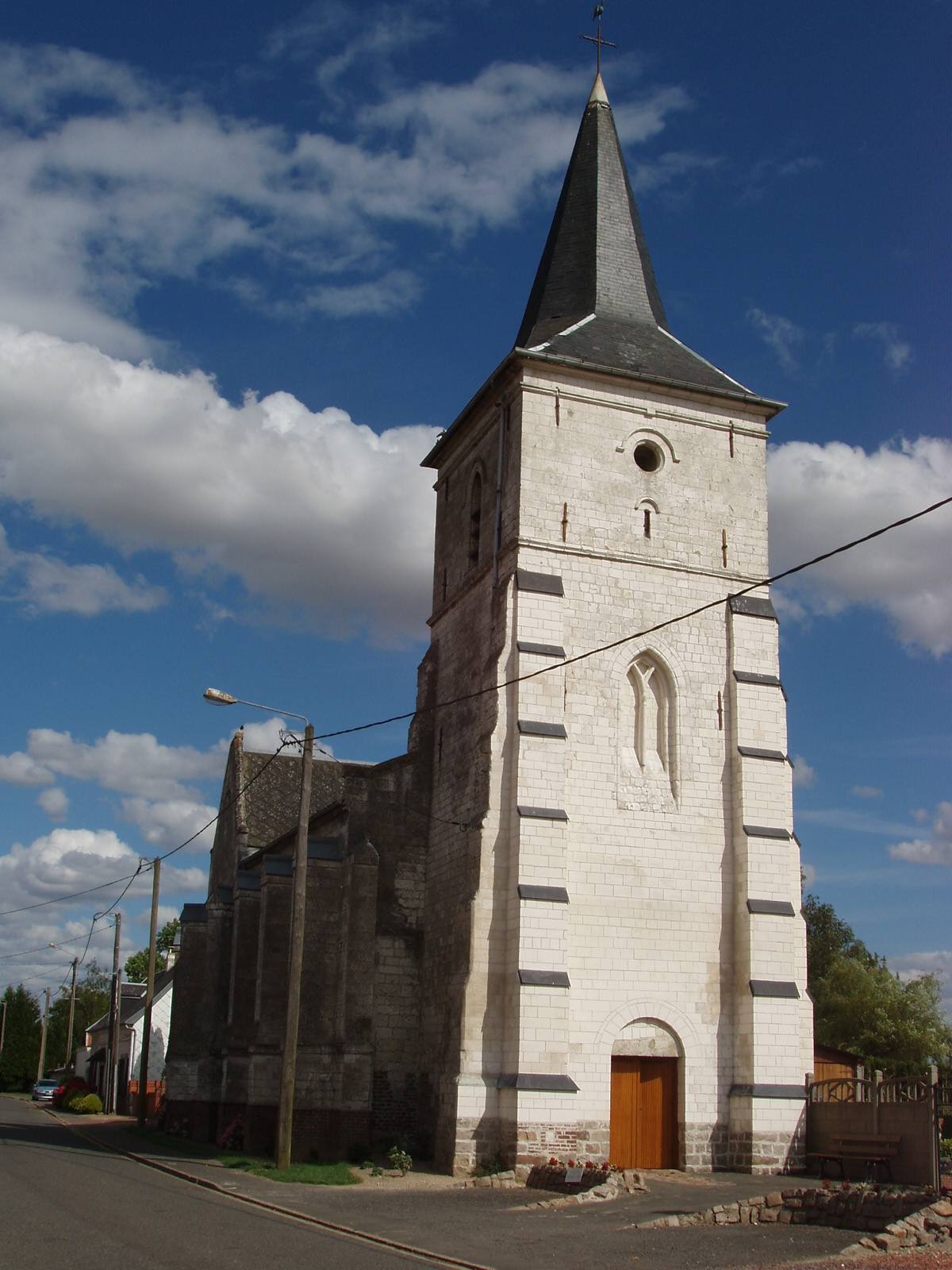
Kirche Saint-Martin
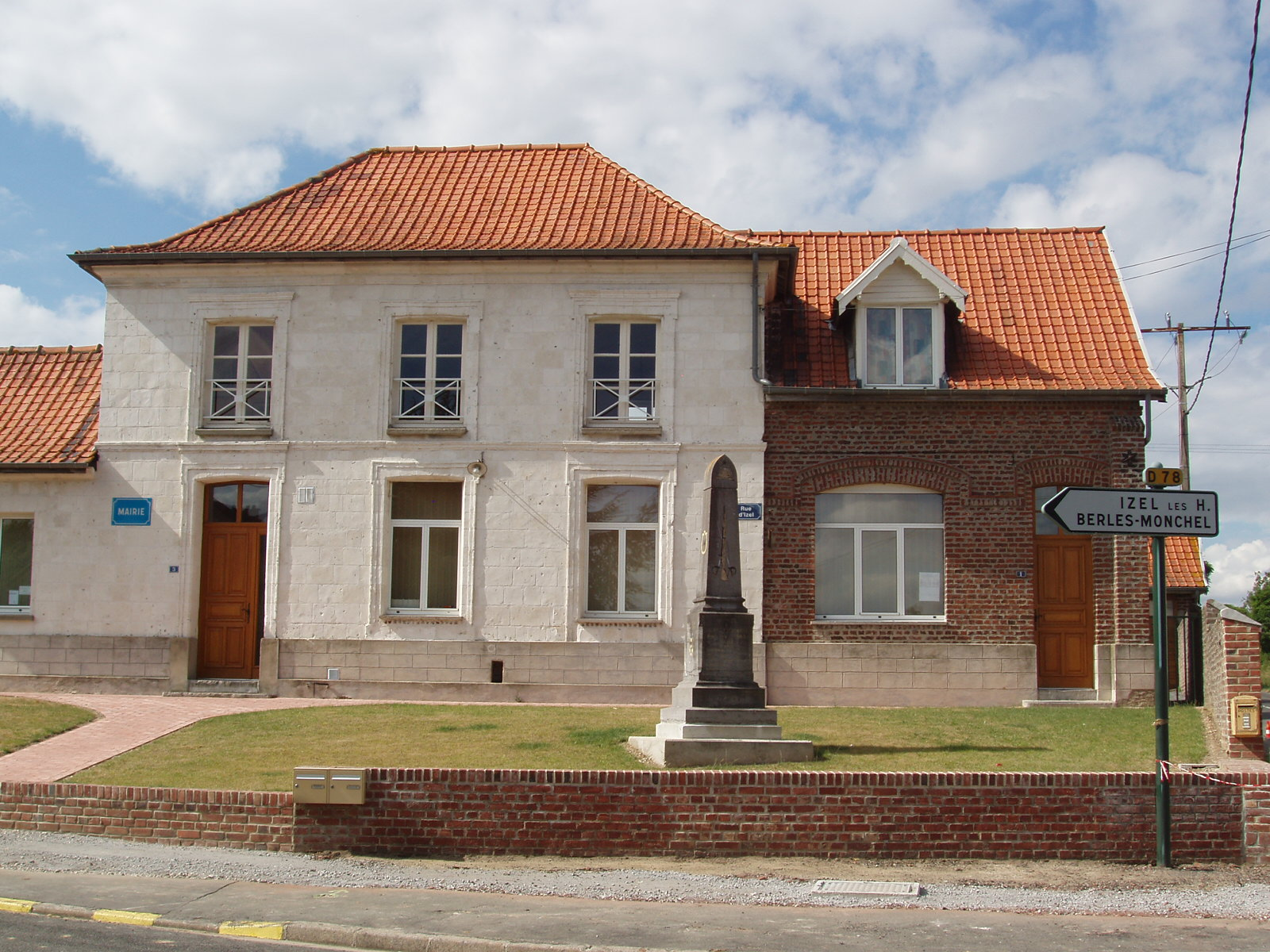
Rathaus